# Kochać inaczej (utwór)
Kochać inaczej – utwór De Mono, promujący debiutancki album studyjny zespołu o tym samym tytule z 1989.
Utwór został napisany jako ostatni z piosenek nagranych na debiutancki album zespołu. Piosenkę skomponował Andrzej Krzywy, który napisał melodię w stylu reggae, jako że wcześniej występował w zespole Daab, grającym ten styl muzyczny. Ostatecznie numer przerobiono na balladę rockową. Refren piosenki powstał we współpracy z pozostałymi członkami zespołu, z kolei słowa napisał Marek Kościkiewicz. Utwór został nagrany w studiu Izabelin.
W 1994 do piosenki został zrealizowany teledysk w reżyserii Yacha Paszkiewicza.
Piosenka przez dwa tygodnie zajmowała pierwsze miejsce na liście przebojów Programu III. Łącznie spędziła na liście 53 tygodnie.